# Tokuhei Sada
Tokuhei Sada (Japón, 1909-17 de diciembre de 1933) fue un nadador japonés especializado en pruebas de estilo libre, donde consiguió ser subcampeón olímpico en 1928 en los 4x200 metros.

## Carrera deportiva
En los Juegos Olímpicos de Ámsterdam 1928 ganó la medalla de plata en los relevos de 4x200 metros estilo libre, con un tiempo 9:41.4 segundos), tras Estados Unidos (oro) y por delante de Canadá (bronce); sus compañeros de equipo fueron los nadadores: Nobuo Arai, Katsuo Takaishi y Hiroshi Yoneyama.